# 汇中饭店大楼

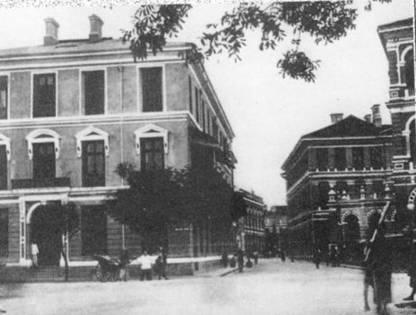
1860年代的汇中饭店，时为中央饭店（左）

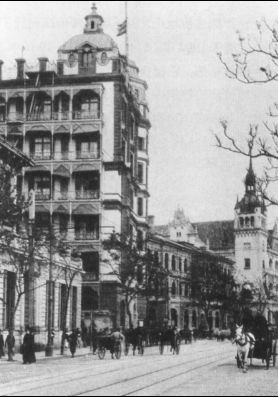
刚建成的汇中饭店，顶楼还未被烧毁

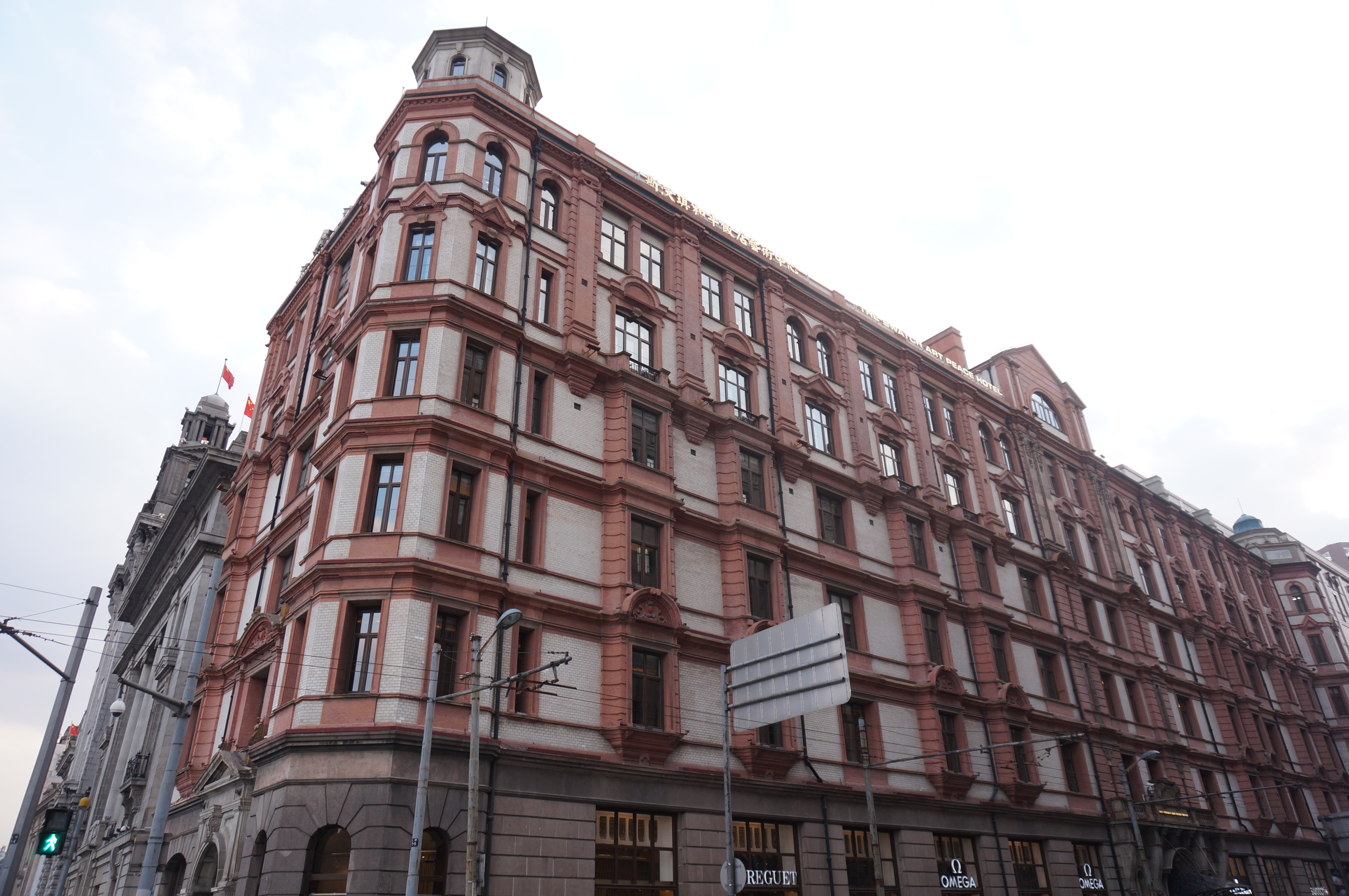
汇中饭店南京东路沿街立面

汇中饭店大楼（英語：Palace Hotel）后曾为和平饭店南楼，今为斯沃琪和平饭店艺术中心，是位于上海外滩19号，南京东路与中山东一路口的一幢文艺复兴式样历史建筑。大楼建于1906年，由英资玛礼逊洋行的司各特（Walter Scott）设计，华资王发记营造厂承建，于1908年开业。建成后，高30米，共6层，砖木结构，是上海租界内著名的外资饭店，也是上海和中国最早安装电梯的一幢建筑。1909年，萬國禁煙會第一次大会在这里召开。
大楼原址为在1850年代初就建起的中央饭店（英語：Central Hotel）。1906年在原址上重建汇中饭店。1965年，汇中饭店并入和平饭店，成为和平饭店南楼。1989年，大楼入选第一批上海市优秀历史建筑。2007年，斯沃琪集团取得大楼三十年的经营权，大楼遂更名为斯沃琪和平饭店艺术中心。

## 历史

### 中央饭店
汇中饭店的前身是创设于1854年的中央饭店。其高3层，为英式建筑，是当时上海最豪华的酒店。开业后，英租界工部局便在此开过董事会。1865年4月3日，汇丰银行上海分行成立，租用该处营业，直到1874年。1903年，英商汇中洋行将中央饭店买下，中央饭店就此更名为汇中饭店。

### 汇中饭店
1906年，饭店拥有者决定将旧楼重建。同年，由英国香港上海饭店股份有限公司投资，此楼开工，1908年开业。并以“Palace”一词为新饭店命名，但中文名仍沿用“汇中”。建成后是当时外滩的第一高楼，也是上海主要的名流聚集地。1914年，汇中饭店6层发生大火，原位于顶层的两座巴洛克式的亭子及屋顶花园被烧毁。在火灾后的修复过程中，顶层被修复为平顶。1930年代，汇中饭店向华人开放。
八一三事变后，1937年8月14日当天，中国空军战斗机掉头回飞，突然从中掉下两颗炸弹，一颗炸毁了汇中饭店的屋顶，一颗将华懋饭店前的马路炸了个大坑，共造成729人身亡。太平洋战争爆发后，汇中饭店被日军占据。抗战结束后，饭店一开始仍由香港上海饭店公司经营。后于1947年，华商大庆公司老板、江苏江阴北门人邓仲和购得饭店产权，继续经营。1952年停业，由市建工局使用。1965年改为和平饭店南楼再度开放。

## 重要事件
汇中饭店作为老上海的顶级豪华饭店，有众多名流造访以及重要事件发生。20世纪20年代的《远东的海港》一书中就称“与同时代的其他上海饭店相比，汇中饭店的位置无疑是它们的中心”。鲁迅在饭店对华人开放后就曾到访汇中饭店，当时饭店的华人工作人员见鲁迅的穿着拒绝让其乘电梯，这也就是鲁迅笔下“西崽相”的原形。

### 万国禁毒会
1909年2月1日至26日，第一次国际禁毒大会在上海汇中饭店举行。中国、美国、英国、法国、德国、日本等13个国家的共41名代表到上海参会。时中国的首席代表是南洋大臣、两江总督端方。会议期间共开了14次会议，通过了有关禁止烟毒的9条决议，对国际禁毒史具有重要的意义。80多年后，在联合国禁毒署的建议下，纪念标志铜牌——“万国禁烟大会会址”被贴在了大楼的墙壁上。

## 建筑特色
汇中饭店大楼占地面积2,125平方米，建筑面积11,697平方米，高30米，共6层。以砖木结构为主，部分采用钢骨混凝土，建筑风格属于欧洲文艺复兴式，大面积白色面砖外墙，以红色清水砖腰线分割，底层则为花岗石砌外墙。窗上有三角形或弧状的窗楣。原6层顶上有两座巴洛克式的亭子及屋顶花园，后被烧毁。
入口处设有旋转柚木门，进门后为暗红色木质楼梯。内部装饰精致考究，共130间客房。饭店底层为可容纳300余人的宴会厅，二至四楼为客房层，五楼有可供250人同时用餐的餐厅，地下室开设有小酒吧。饭店装有两部美国进口的奥梯斯电梯，电梯门为栅栏式，整座电梯几乎呈敞开式。